# Уилям Липскъм
 Уилям Нън Липскъм-младши (на английски: William Nunn Lipscomb Jr.) е американски неорганичен химик, лауреат на Нобелова награда за химия от 1976 г. Работи в сферата на ядрено-магнитния резонанс, теоретичната химия, борната химия и биохимията.

## Ранен живот и образование
Липскъм е син на лекар. Роден е на 9 декември 1919 г. в Кливланд, Охайо, но семейството му се премества в Лексингтън, Кентъки, на следващата година. Именно там той израства и получава бакалавърска степен по наука от Университета на Кентъки през 1941 г. След това записва докторантура по химия в Калифорнийския технологичен институт, завършвайки я през 1946 г. Кандидатурата му за асистент в Колумбийския университет е отхвърлена от нобеловия лауреат Харолд Юри. В Калтек той първоначално започва да изучава квантова механика, но под въздействието на Лайнъс Полинг записва химия след първия семестър.

## Научна дейност
От 1946 до 1959 г. преподава в Минесотския университет, а от 1959 до 1990 г. е професор по химия в Харвардския университет, където след пенсионирането си е избран за емерит.
Липскъм работи главно в три области – ядрено-магнитния резонанс, борната химия и естеството на химичните връзки и големите биохимични молекули. Тези области се застъпват във времето и споделят някои общи научни техники.
В областта на ЯМР, Липскъм предлага употребата на спектъра на бор-11, който би ускорил значително определянето на структурата на нови борани и карборани, в сравнение с рентгеновата дифракция. Целта му е отчасти постигната, макар рентгеновата дифракция все още да е нужна за определянето на много атомни структури. Изчисленията му предоставят първите точни стойности за константите, определящи поведението на няколко вида молекули под магнитно или електрично поле.
В областта на борната химия, Липскъм се заема с далеч по-амбициозен проект – да изучава бораните в продължение на няколко години, след което да открие систематично валентно описание на големия брой интерметални съединения. Областта на борната химията обаче се разширява многократно. От около 24 000 интерметални съединения са познати структурите на едва 4000 (към 2005 г.), от което не може да се предскажат структурите на останалите, тъй като природата на химичната връзка не е достатъчно добре изучена. Това му начинание се оказва неуспешно, отчасти защото нужното време за изчисления на интерметалните съединения е непрактично през 1960-те години. Въпреки това, са постигнати някои междинни цели относно съединенията на бора – достатъчни, за да бъде присъдена Нобелова награда за тях.
Липскъм потвърждава молекулярната структура на бораните чрез рентгенова кристалография през 1950-те години и развива теории, обясняващи химичните им връзки. След това прилага същите методи за сходни задачи, включително структурата на карбораните. Научната група на Липскъм разработва изчислителни методи както по емпиричен път, така и от теорията на квантовата механика. През 1976 г. Липскъм е награден с Нобелова награда за химия за работата си по структурата на бораните. Делото му е един вид продължение на това на Лайнъс Полинг, който е награден с Нобелова награда през 1954 г. за изследванията си върху естеството на химичните връзки и изясняването на структурата на сложните съединения. В лабораторията на Липскъм като докторант работи и Роалд Хофман, който през 1981 г. също е удостоен с Нобелова награда за химия.
По-късните изследвания на Липскъм са концентрирани върху атомната структура на протеините и най-вече върху работата на ензимите. Групата му използва рентгенова дифракция, за да определи триизмерната структура на тези протеини до атомна резолюция. Нобеловите лауреати от 2009 г. Томас Щайц и Ада Йонат също работят в лабораторията на Липскъм.

## Личен живот
В периода 1944 – 1983 г. е женен за Мери Адел Саргжънт, от която има три деца, едното от които умира скоро след раждане. През 1983 г. се жени за Джийн Евънс. През свободното си време обича да играе тенис и да свири на кларинет.
Липскъм живее в Кеймбридж, Масачузетс, до смъртта си през 2011 г. от пневмония.